# Richi Puspita Dili

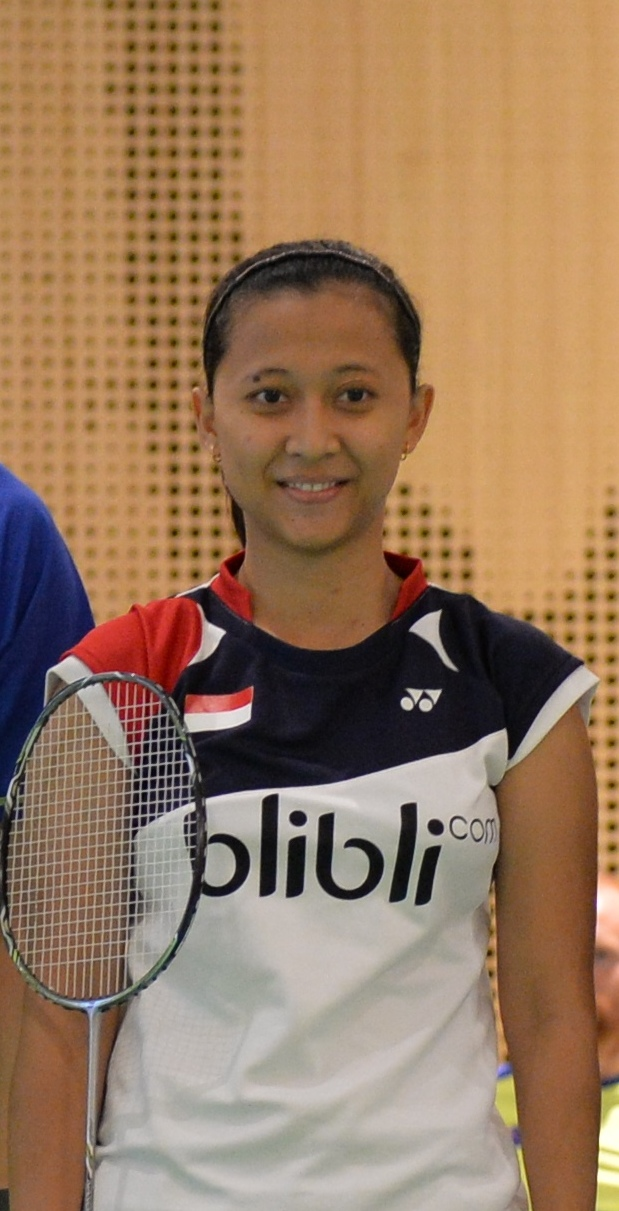
Richi Puspita Dili, 2016

Richi Puspita Dili (* 10. Juli 1989 in Sleman) ist eine indonesische Badmintonspielerin. 

## Karriere
Richi Puspita Dili gewann 2007 die Junioren-Asienmeisterschaft im Damendoppel und den Smiling Fish in der gleichen Disziplin. 2008 wurde sie Dritte im Mixed bei der Welthochschulmeisterschaft. Beim China Masters 2011 schied sie dagegen in der ersten Runde aus.

## Sportliche Erfolge
| Saison | Veranstaltung                      | Disziplin   | Platz | Name                                  |
| ------ | ---------------------------------- | ----------- | ----- | ------------------------------------- |
| 2005   | Indonesische Juniorenmeisterschaft | Mixed       | 1     | Abdul Rahmansyah / Puspita Richi Dili |
| 2007   | Junioren-Asienmeisterschaft        | Damendoppel | 1     | Puspita Richi Dili / Debby Susanto    |
| 2007   | Smiling Fish                       | Damendoppel | 1     | Richi Puspita Dili / Yulianti CJ      |
| 2008   | Welthochschulmeisterschaft         | Mixed       | 3     | Bona Septano / Richi Puspita Dili     |